# Mon nom est Personne (livre)
Mon nom est Personne est un recueil de fictions de l’écrivain québécois David Leblanc paru aux éditions Le Quartanier en juin 2010.

## Honneurs
- 2011: Finaliste au Prix littéraire des collégiens[1]